# Morris Minor
El Morris Minor fou un model d'automòbil compacte anglés de la marca Morris Motors. Fou presentat al saló de l'automòbil d'Earl's Court, Londres, el 20 de setembre de 1948. Dissenyat sota la direcció d'Alec Issigonis, es van produir més d'1,6 milions d'unitats entre els anys 1948 i 1972 en les seues tres generacions: la MM (1948 a 1953), la II (1952 a 1956) i el 1000 (1956 a 1971).
Inicialment només disponible amb carrosseria berlina de dues portes (saloon) i cabriolet (tourer), la gama s'eixamplà amb la carrosseria berlina de quatre portes l'any 1950, un familiar woodie (traveller) l'any 1953 i unes versions furgoneta i camioneta també per a l'any 1953. El Minor fou el primer automòbil britànic en produir i comercialitzar més d'un milió d'unitats, sent considerat un exemple de disseny automotriu i un exponent del típic estil britànic.
Tot i que l'any 1959 Morris presentà el Mini Minor, un model amb nom i mercat semblant, el Minor continuà en producció més d'una dècada després, fins a l'any 1971. El Minor fou reemplaçat aquell any pel Morris Marina. El model es va produï en, a més de la factoria Morris de Cowley, Oxford, a Malàisia, Austràlia i Nova Zelanda.